# Vingt-Hanaps
Vingt-Hanaps ist eine Commune déléguée in der französischen Gemeinde Écouves mit 397 Einwohnern (Stand: 1. Januar 2019) im Département Orne in der Region Normandie. Die Einwohner werden Vingt-Hanapsiens und Vingt-Hanapsiennes genannt.
Die Gemeinde Vingt-Hanaps wurde am 1. Januar 2016 mit Radon und Forges zur Commune nouvelle Écouves zusammengeschlossen. Sie hat seither den Status einer Commune déléguée.

## Geografie
Vingt-Hanaps liegt etwa zehn Kilometer nordnordöstlich von Alençon.

## Bevölkerungsentwicklung
| Jahr                      | 1962 | 1968 | 1975 | 1982 | 1990 | 1999 | 2006 | 2013 |
| Einwohner                 | 320  | 323  | 301  | 374  | 390  | 422  | 433  | 471  |
| Quelle: Cassini und INSEE |      |      |      |      |      |      |      |      |

## Sehenswürdigkeiten
- Kirche Notre-Dame-de-l'Assomption aus dem 19. Jahrhundert
- Schloss Les Noyers